# Oscar Sutermeister
Oscar Sutermeister (* 29. Januar 1912 in Kansas City, Missouri; † 16. August 1988 in Grand Marais, Minnesota) war ein amerikanischer Stadtplaner. Als Student war er als Stabhochspringer erfolgreich.

## Leben
Sutermeister studierte ab 1929 der Harvard University, wo er Mitglied in der Honor Society Phi Beta Kappa war. 1930 vertrat er seine Hochschule erfolgreich im Stabhochsprung bei den Hochschulmeisterschaften. 1932 beendete er sein Bachelorstudium an der Harvard University. Mit einem Lionel de Jersey Harvard gewidmeten Stipendium konnte er im Studienjahr 1932/1933 an der Cambridge University in England studieren. Zurück an der Harvard University erwarb er einen Master-Titel in Regionalplanung. Am 23. Februar 1935 nahm er an der nationalen Leichtathletik-Hallenmeisterschaften der Amateur Athletic Union im Madison Square Garden teil und belegte im Stabhochsprung zusammen mit Ray Lowry und Eldon Stutzman den geteilten ersten Platz. Der Wettbewerb wurde teilweise auch als studentische IC4A-Meisterschaft gewertet.
An der Harvard University unterrichtete fünf Jahre lang bis zum Kriegsausbruch. Während des Zweiten Weltkriegs diente Sutermeister bei der United States Navy im Pazifik. Nach Kriegsende arbeitete er am United States Strategic Bombing Survey (Pacific) mit, an dem zeitweise mehr als 1000 Offiziere, Truppen und Zivilisten beteiligt waren. Nach Ende seines Militärdienstes war er weiter Zivilangestellter bei der Navy und arbeitete an Stadtplanungs-, Wohn- und Transportprojekten. Mitte der 1950er Jahre war er an Plänen für die Evakuierung von Milwaukee und Washington DC im Falle eines Kernwaffen-Angriffs beteiligt. Wegen der großen Zonen der Vernichtung durch Wasserstoffbomben empfahl er die Zerstreuung von kompakten Siedlungskernen auf größere Territorien. Dies könnte durch stadtplanerische Eingriffe geschehen, indem keine neuen Baugenehmigungen in Kernzonen von gefährdeten Städten mehr erteilt würden. Diese Ideen – soweit publiziert – stießen nicht auf Zustimmung. Ein Kolumnist aus dem als Vorort von Milwaukee betroffenen Racine merkte an, dass Sutermeisters Pläne die „Städte Amerikas schon vor einem Angriff zerstören“ würde, „Wasserstoffbombe hin oder her“. Seine Arbeit als Stadtplaner setzte er für den U.S. Public Health Service fort. Danach arbeitete er für die National Commission on Urban Problems, die Anfang 1967 von Präsident Johnson eingesetzt wurde. Ab 1967 arbeitete er als Beamter („legislative specialist“) beim amerikanischen Ministerium für Wohnungsbau und Stadtentwicklung in Washington DC.

## Schriften (Auswahl)
- Reduction of vulnerability in the Milwaukee area : an exploratory study submitted to City of Milwaukee Civil Defense Administration and Milwaukee Metropolitan Civil Defense. Bethesda (Maryland), 17. Mai 1954. (Digitalisat  bei HathiTrust, 73 Seiten)
- Mit Harold M. Lewis: Off-street parking and loading, Washington Zoning Revision Office, Washington (D.C.) 1956, Katalognummer 990031366950203941. (=Preliminary report number 6 of the Rezoning study of the District of Columbia, 70 Seiten)
- Problems of commercial land use planning in the northern Virginia region. Arlington (VA) 1962, Katalognummer 990034778350203941. (Bericht an die Northen Virginia Regional Planning and Economic Development Commission, 117 Seiten)
- Inadequacies and inconsistencies in the definiton of substandard housing. In: Eric W. Mood, Barnet Lieberman, Oscar Sutermeister: Housing code standards : three critical studies (= Research report no. 19., National Commission on Urban Problems). Washington 1969, S. 77–108. (Digitalisat  bei HathiTrust)